# Фаготерапія

Фаг впорскує свій геном у клітину бактерії

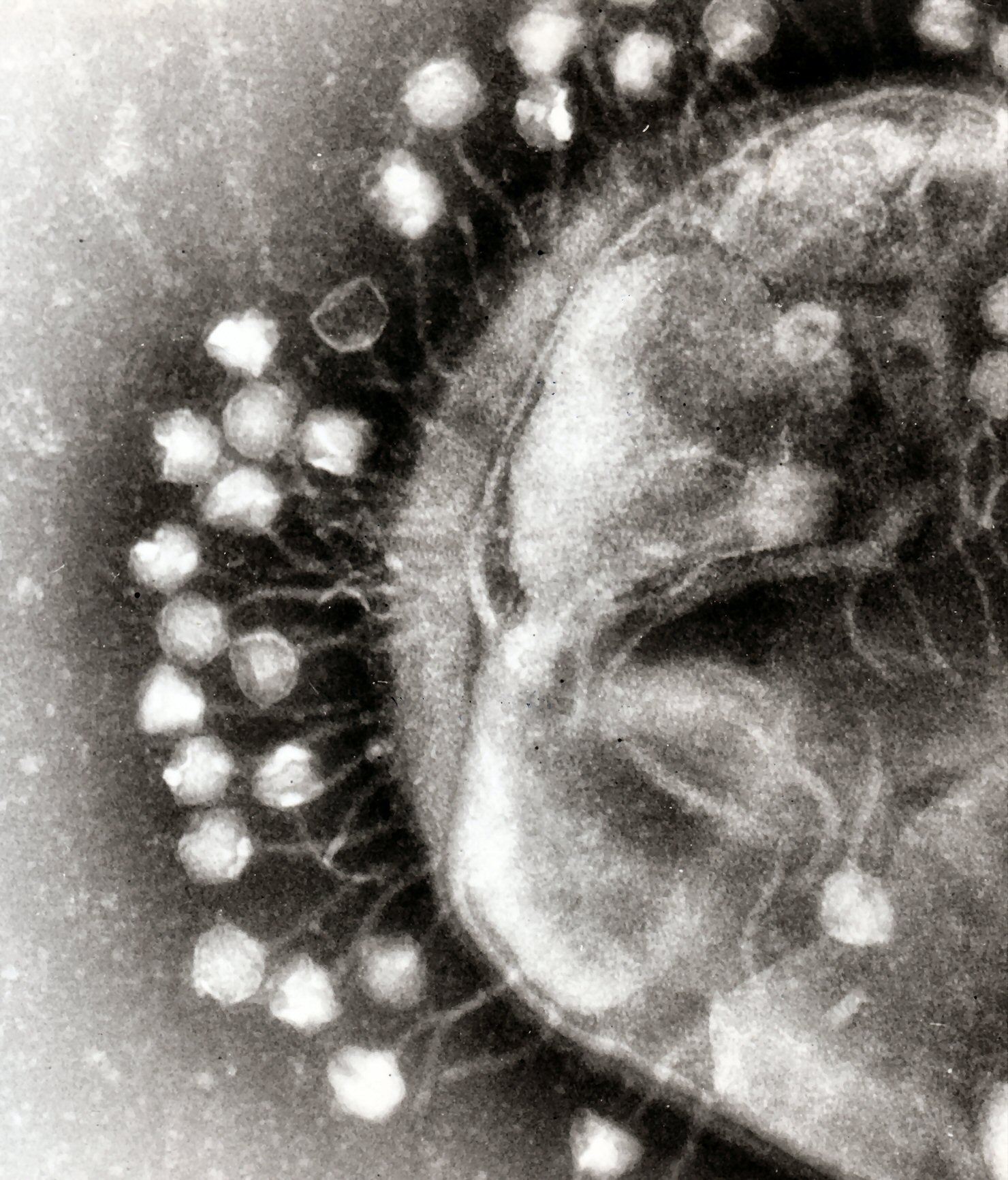
Електронна мікрофотографія бактеріофагів, прикріплених до клітини бактерії. Ці віруси мають той же розмір і форму, що й коліфаг Т1.

Фаготерапія, або фагова терапія — це терапевтичне використання вірулентних бактеріофагів для лікування деяких інфекційних захворювань бактеріального походження. Цей терапевтичний підхід з'явився на початку 20-го століття, але після Другої світової війни був поступово витіснений використанням антибіотиків. Вірулентні бактеріофаги (які також називають просто фагами) — це різновид вірусів, які прикріплюються до клітини бактерії і впорскують свій геном у клітину. Ця бактерія починає виробляти вірусний геном, це заважає їй функціонувати, і таким чином зупиняється подальше зараження цими бактеріями. Клітини бактерій, що спричинили захворювання, втрачають здатність розмножуватися і натомість виробляють нові фаги.
Серед переваг фаготерапії — менша імовірність побічної дії та менший ризик розвитку резистентності бактерій, оскільки бактеріофаги діють набагато специфічніше, аніж антибіотики. Вони зазвичай нешкідливі не лише для організму хазяїна, але й для інших корисних бактерій, наприклад, кишкової флори, що зменшує ймовірність опортуністичних інфекцій. Бактеріофаги мають високий терапевтичний індекс, тобто фагова терапія здебільшого має обмаль побічної дії, навіть при перевищенні терапевтичних рівнів застосування. Оскільки фаги розмножуються in vivo (в клітинах живого організму), можна використовувати меншу дієву дозу.
До недоліків можна віднести складність пошуку дієвого фага проти вибраної інфекції; фаг знищує бактерію, лише якщо вона належить до певного штаму. Однак вірулентні фаги можна виділити набагато легше, ніж інші сполуки та природні продукти. Тому іноді, щоб підвищити шанси на успіх, використовують суміші («коктейлі») фагів. Крім того, зразки, взяті у пацієнтів, які одужують, іноді містять потрібні фаги, які можна культивувати задля лікування інших пацієнтів, інфікованих тим самим штамом бактерій.
Є й значні труднощі: необхідно збільшувати колекції фагів з еталонних банків фагів, розробляти дієві методи скринінгу фагів для швидкого визначення терапевтичного фага, створювати дієві стратегії фагової терапії для боротьби з інфекційними біоплівками, перевіряти можливі протоколи виробництва фагів, які гарантують якість і безпеку фагових препаратів, а також гарантувати стабільність фагових препаратів під час виробництва, зберігання та транспортування.
Фаги, як правило, дієвіші, аніж антибіотики, коли наявна біоплівка, вкрита полісахаридним шаром, через який антибіотики зазвичай не можуть проникнути. За допомогою фаготерапії можна розчинити біоплівку, утворену стійкими до антибіотиків бактеріями. Однак взаємодія між фагами та біоплівками може бути складною, оскільки фаги можуть розвивати не тільки хижацькі, а й і симбіотичні взаємини з біоплівками.
Нині фаги використовуються в терапевтичних цілях для лікування тих бактеріальних інфекцій, які не піддаються лікуванню звичайними антибіотиками. Фаготерапія має давню історію в Інституті Георгія Еліава в Грузії. У 2005 році у Вроцлаві також відкрилося відділення фаготерапії, яке продовжує багаторічні дослідження Інституту імунології та експериментальної терапії Польської академії наук, і це єдиний центр фаготерапії в Європейському Союзі. У західних країнах, зокрема у Сполучених Штатах, фаги знову стали предметом клінічної уваги. У 2019 році Управління з санітарного нагляду за якістю харчових продуктів і медикаментів США схвалило перше в США клінічне випробування внутрішньовенної фаготерапії.
Фагова терапія має багато можливих застосувань у медицині, а також у стоматології, ветеринарії та сільському господарстві.

## Історія

### Відкриття

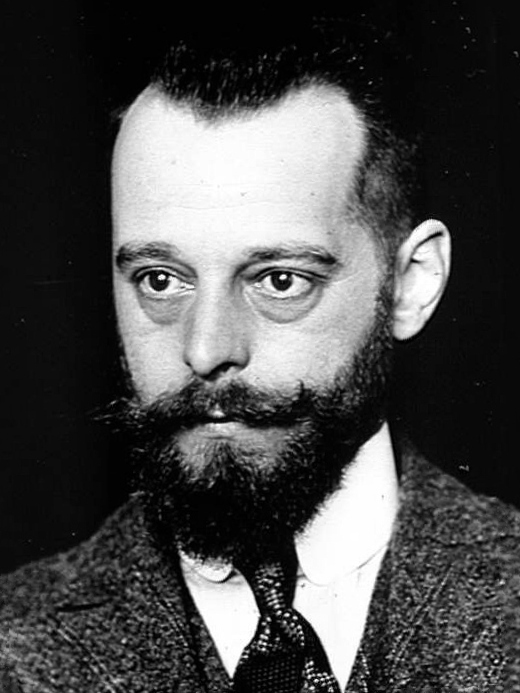
Фелікс д'Ерель, винахідник фагової терапії.

Фелікс д'Ерель розповідає про своє відкриття в автобіографії. У липні 1915 року д'Ерелю доручили дослідити епідемію дизентерії, яка вразила ескадрон драгун. Він повторював з випорожненнями пацієнтів експеримент, який він раніше проводив з бацилами, що викликають хворобу сарани: він брав кілька крапель випорожнень хворого, і фільтрував їх емульсію через порцеляновий фільтр Шамберлена, щоб видалити звідти бактерії  дизентерійної палички. Потім він додавав одну краплю цього фільтрату у молоду культуру бактерій та поміщав її в термостат. Після кількох годин інкубації при 37 °C, він висівав частину цієї культури на агар у чашці Петрі. У двох випадках він виявив на агарі прогалини, подібні до тих, які він виявив при культивуванні бактерій сарани. Не до кінця розуміючи феномен прогалин, д'Ерелю вдавалося  його час від часу відтворювати. Аж поки у вересні 1915 року він не зрозумів, що завжди отримував незаймані прогалини, коли використовував фільтрат з останнього випорожнення перед природним одужанням.

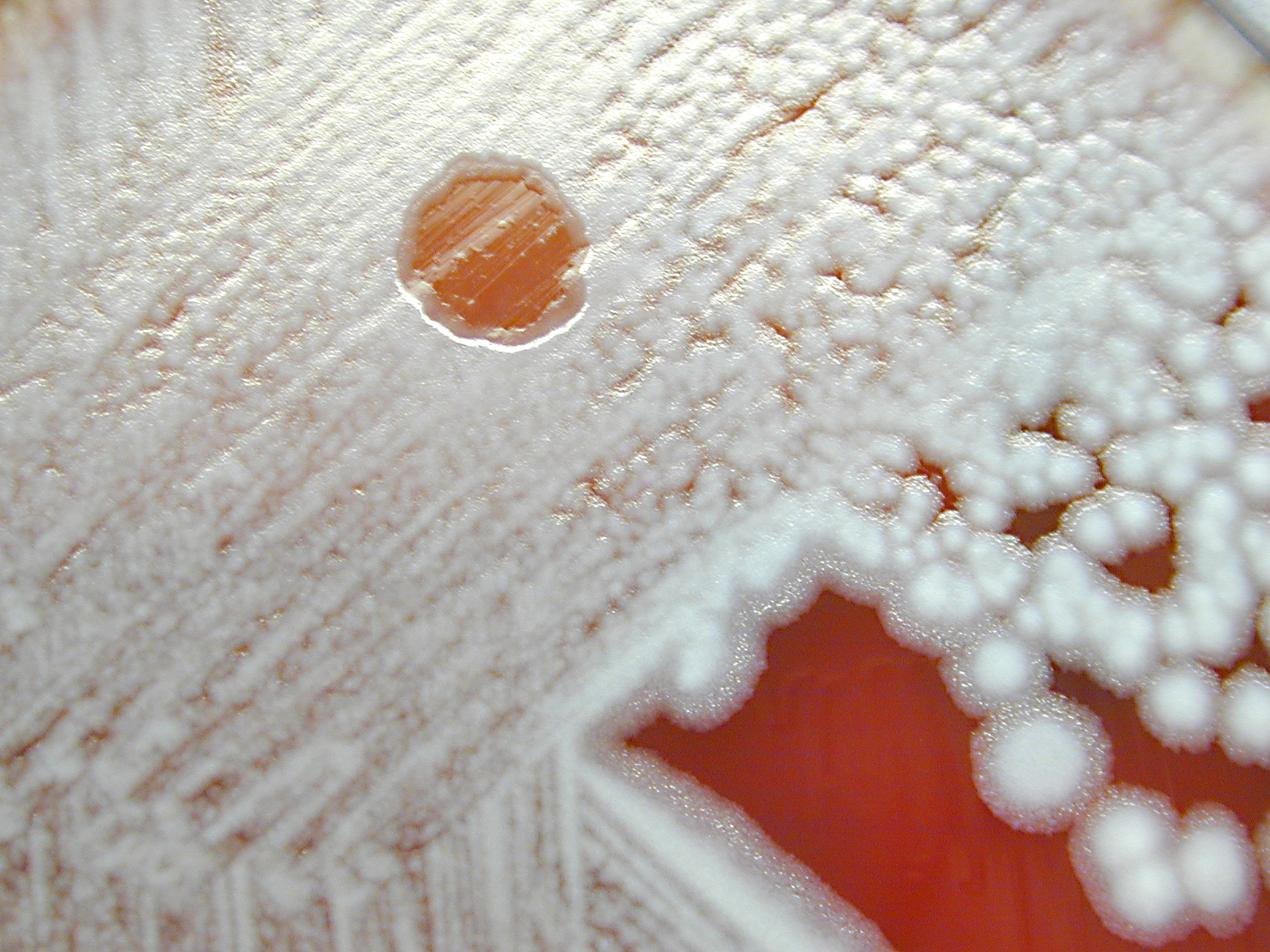
Бактеріофаг діє на культуру Bacillus anthracis, утворюючи незайману бактеріями округлу прогалину на агарі.

До того часу він вважав, що причина цих плям пов’язана з хворобою або була її причиною, але тут він зрозумів, що причина прогалин може бути пов’язана зі зціленням. Тому він вирішив повторювати експеримент з випорожненнями пацієнта щодня, посіваючи кожен день фільтрат пацієнта у молоду, каламутну культуру  бацил. Четвертий день став одкровенням: в той час, як контрольна культура без додавання фільтрату залишалася такою ж каламутною, як і попереднього дня, каламутна культура, посіяна фільтратом напередодні, стала абсолютно прозорою. Д'Ерель згадував:
«Наступного ранку, відкривши інкубатор, я пережив один з тих рідкісних моментів сильних емоцій... Я побачив, що бульйонна культура, яка напередодні ввечері була дуже каламутною, стала абсолютно прозорою: всі бактерії зникли, вони розчинилися, як цукор у воді. Що стосується агару, то він був позбавлений будь-якого зростання ... в одну мить я зрозумів: те, що викликало мої прогалини, насправді було невидимим мікробом, вірусом, що фільтрується, але вірусом, що паразитує на бактеріях ... Якщо це так, то те ж саме, напевно, сталося вночі у хворого чоловіка ... Тепер він мав бути вилікуваний. Справді, за ніч його загальний стан значно покращився і почалося одужання».
У серпні 1919 року фаговий препарат вперше був застосований у дитячій лікарні Неккер-Енфанс у Парижі. Д'Ерель виділив фаги з випорожнень деяких пацієнтів, які одужали від дизентерії. Потім, під наглядом професора Віктора-Анрі Ютінеля, завідувача кафедри педіатрії, д'Ерель та кілька інших інтернів лікарні (і сам Ютінель) прийняли всередину розчин, що містив ці фаги. Не виявивши жодної побічної дії, вони дали випити 2 мілілітри розчину 12-річному хлопчику, який страждав на важку форму дизентерії. Стан пацієнта швидко покращився, і він повністю вилікувався протягом декількох днів.
Після відкриття бактеріофагів Феліксом д'Ерелем у 1917 році використання фагів було швидко визнано значною кількістю вчених як можливий спосіб боротьби з бактеріальними інфекціями, і фаготерапія почала свій розвиток у кількох країнах.
Перша стаття про клінічне застосування фага була опублікована в Бельгії Брюноге та Мізаном, які використали бактеріофаг для лікування шкірних фурункулів і карбункулів шляхом ін'єкції стафілококового фага біля основи шкірного фурункула. Вони навели чіткі докази клінічного поліпшення протягом 48 годин зі зменшенням болю, набряку та лихоманки у пролікованих пацієнтів.
Перші масові лікування були проведені в Бразилії, а в 1925 році Інститут Освальдо Круза опублікував результати, отримані в перших 10 000 випадках: був лише один невдалий випадок, та й то пацієнт зрештою одужав.

### Фаготерапія в Україні
В Україні у 1922 році тоді ще молодий співробітник Харківського Інституту імені Мечникова Василь Степанович Деркач вперше в Радянському Союзі виділив штам дизентерійного бактеріофага та опублікував експериментальне дослідження по бактеріофагії. Інститут став одним з піонерів впровадження бактеріофагів в лікування і попередження кишкових інфекцій: дизентерії, черевного тифу, холери.
У 1929 році Мойсей Іонович Мельник та його колеги розпочали підбирати фаги для терапії та профілактики дизентерії. Між 1929 і 1935 роками харківський колектив здійснював регулярні експедиції на Донбас, де вони виявили часті спалахи скарлатини, черевного тифу та дизентерії. Вони встановили міцні зв'язки з лікарнями в Сталіно (нині Донецьк), Алчевську, Риковому та Красному Лучі, а також співпрацювали з місцевими лікарями. Колектив випробував кілька методів лікування, зокрема два типи вакцини проти тифу, сироватку проти скарлатини та бактеріофаг проти дизентерії. Був створений фаг проти штаму Шига дизентерійної палички (зараз класифікується як Shigella dysenteriae), типової для Донбасу. Слідом за д'Ерелем Мельник виділив бактеріофаги з місцевих вод — річки Донець та відстійника (емшеру) для очищення стічних вод в Ізюмі. Він додав зразки води до культур різних підвидів бактерій Шига, вирощених на агарі з фекалій пацієнтів, і переніс їх у середовище на основі м'ясного бульйону. Фаги лізували бактерії, перетворюючи каламутну культуру на прозору. На цьому етапі фахівці змішували отриману рідину з іншими очищеними культурами та пропускали їх через бактеріальний фільтр, який затримував бактерії й сміття, але пропускав фаг. Таким чином досягалось декілька цілей — вирощувалися місцеві фаги проти місцевих штамів, та досягалася висока специфічність дії фагів. В результаті суміш містила суміш фагів, дієвих проти різних підвидів палички Шига, що дало можливість створити «полівалентний» фаг для лікування різноманітних місцевих пацієнтів.
Основну частину лікування проводили самі лікарі в невеликих лікарнях Донбасу. Вони повідомляли про випадки Мельнику, який зібрав результати та створив загальну картину з 282 пролікованих пацієнтів і 1059 контрольних, які не отримували фаг. Смертність, хоча і була рідкісною для дизентерії, у пацієнтів, які отримували фаги, знизилася вдвічі, а четверо пацієнтів, які померли після фаготерапії, були проліковані на дуже пізніх стадіях хвороби. Одужання наставало швидше при лікуванні фагами: п'ятдесят п'ять відсотків пацієнтів виписувалися протягом чотирьох днів, порівняно з дев'ятнадцятьма відсотками в контрольній групі. Таким чином, випробування були багатонадійними, але не бездоганними, і Мельник розробив нові схеми лікування. Під його керівництвом лікарі давали пероральні фагові препарати з газованою водою, щоб знизити кислотність шлунка, яка, як вважалося, заважала лікуванню. Лікарям було наказано призначати фаги на якомога більш ранній стадії хвороби. Врахувавши їхній зворотний зв'язок, Мельник наполягав на повному голодуванні пацієнтів у день першого введення фага, а також на подальшому дотриманні суворої дієти. У гіпертоксичних випадках він рекомендував поєднувати фаготерапію з ін'єкціями протидизентерійної сироватки. Вважалося, що остання бореться з токсинами, які виділяють бактерії, але вона не завжди працювала сама по собі та часто викликала імунну реакцію. Ключовою перевагою фаготерапії, з іншого боку, була не лише її очевидна дієвість, але й відсутність побічної дії. Слідом за швидким поліпшенням наставало повне одужання в середньому за 2-3 доби замість 8-10 днів. Великий досвід успішного застосування дизентерійного бактеріофага в лікуванні та профілактиці бактеріальної дизентерії дав змогу в 1936-1939 рр. офіційно рекомендувати його як засіб боротьби з епідеміями дизентерії.
Для Мельника ці перші випробування були значною мірою успішними та виявили деякі ключові принципи для подальшого використання фагів. Фаготерапію потрібно було розпочинати на ранніх стадіях, щоб вона була найбільш дієвою; її потрібно було пристосовувати до штамів бактерій, присутніх в епідемічному регіоні; і хоча полівалентна суміш мала практичні переваги, оскільки могла допомогти більшій кількості пацієнтів, вона все одно повинна була ґрунтуватися на місцевих штамах. Натхнений цими результатами, Мельник розширив сферу своєї роботи до фагової профілактики дизентерії у дітей, випробовуючи одноразові дози полівалентного фага, коли в спекотну погоду очікувалася «літня діарея». Крім того, разом з адміністрацією Інституту Мечникова Мельник продовжував розбудовувати мережу контактів з лікарями, органами охорони здоров'я та іншими мікробіологами через мережу Інститутів мікробіології та епідеміології. У 1934 році харківський колектив встановив через український Наркомздрав зв'язок з Георгієм Григоровичем Еліавою, який на той час керував Бактеріологічним інститутом у Тбілісі. Обидва інститути зобов'язалися обмінюватися бактеріальними культурами та фагами, а також планами досліджень і звітами про медичні застосування. У 1932 році перебрав на себе керівництво Інститутом Мечникова співробітник Мельника з донбаських експедицій Гнат Омелянович Ручко, який щойно повернувся з дворічного відрядження до Науково-дослідного інституту гігієни та імунології в Берліні, центру фагових досліджень у Німеччині. Ручко відправив своїх колег здобувати наукові ступені в інші місця в СРСР, а наприкінці ранньої радянської політики піднесення національних культур і мов він заснував Український мікробіологічний журнал.
Еліава мав друзів серед старих більшовиків, а саме Серго Орджонікідзе та Буду Мдівані. Ці покровителі допомогли йому знайти державну підтримку для дослідження бактеріофагів. У 1934 році уряд СРСР схвалив створення центрів із вивчення бактеріофагів у Тбілісі, а також у Києві та Харкові, та запросив д'Ереля допомогти організувати їх роботу. Фелікс д'Ерель відвідував харківський інститут.
У 1934 році Ручко переїхав до Києва, щоб очолити новий Бактеріологічний інститут Української академії наук. У травні 1934 року Ручко і Борисов провели широку профілактику дизентерії в Україні, і застосування фагів виявилося дієвішим за вакцини. Також Ручко з колегами успішно застосовували фаготерапію для лікування стафілококової інфекції в київських клініках хірургії, отоларингології, стоматології та дерматології. В інституті було одержано понад 40 бактеріофагів, як патогенних, так і непатогенних, зокрема стафілофаг до одного з гноєтворних мікробів, коклюшний бактеріофаг, бактеріофаг бруцельозної палички, кишкових інфекцій, які давали позитивні результати при лікуванні відповідних хвороб.
У 1936 році Гнат Ручко організував велику українську конференцію «Мінливість мікробів і бактеріофагія», яка зібрала мікробіологів з Української РСР і навіть з усього Радянського Союзу. Загалом було представлено сімдесят вісім доповідей, а участь у конференції взяв 301 делегат. Сесії, присвячені бактеріофагам, були присвячені як природі цього явища, так і його медичному використанню. У резолюції конференції залишилася певна невизначеність щодо природи фага, хоча більшість делегатів погодилися, що він у тій чи іншій формі утворюється з бактерій, і підкреслили необхідність його кращого очищення для фізичного і хімічного аналізу. Проте, коли мова зайшла про медичне застосування, резолюція закликала до «впровадження бактеріофаготерапії та профілактики в широку практику».
Конференція в Києві закріпила важливість бактеріофага для радянської мікробіології та міцний зв'язок між теоретичними й практичними дослідженнями, закладений в системі Інститутів мікробіології та епідеміології. Публікація матеріалів конференції, однак, з трагічних причин була відкладена до 1939 року. Під час сталінського Великого терору 1937 року і Мельник, і Ручко були заарештовані та страчені як вороги народу і члени «правотроцькістської організації в Україні». Серед дико абсурдних, але типових звинувачень, ретельно перелічених у справах НКВС, їх звинуватили у «проведенні диверсій у мікробіології з використанням препаратів бактеріофага, виготовленні препаратів для бактеріологічної війни» та  «вербуванні мікробіологів, невдоволених політикою партії». Їхні імена мали бути негайно викреслені з публікацій матеріалів конференцій, а також з наступних оглядів та історії. Перед цим на початку 1937 року за такими ж надуманими звинуваченнями був репресований і керівник тбіліського інституту Георгій Еліава.
Хоча Харків і Київ мали потенціал стати ключовими центрами фаготерапії, репресії проти їхніх очільників і подальша евакуація персоналу у зв'язку з нацистською окупацією України означали, що для цієї роботи залишилося обмаль можливостей.

### Фаготерапія в інших країнах
Поки накопичувалися знання щодо біології фагів і того, як правильно використовувати фагові коктейлі, раннє використання фагової терапії часто було ненадійним. З початку 20-го століття паралельно проводилися дослідження з розробки терапевтичних антибіотиків, і у 1942 році новий антибіотик пеніцилін був успішно очищений і знайшов застосування під час Другої світової війни. Препарат виявився надзвичайно дієвим у лікуванні поранених солдатів союзників, чиї рани були інфіковані. До 1944 року стало можливим широкомасштабне виробництво пеніциліну, а в 1945 році він став загальнодоступним в аптеках. Завдяки успіху препарату він широко продавався в США та Європі, що призвело до того, що західні вчені на деякий час втратили інтерес до подальшого використання та вивчення фаготерапії.
У результаті розвитку стійкості до антибіотиків з 1950-х років і прогресу наукових знань у всьому світі відновився інтерес до здатності фагової терапії викорінювати бактеріальні інфекції та хронічні полімікробні біоплівки (зокрема в промислових ситуаціях).
Фаги досліджували як потенційний засіб для знищення патогенів, таких як Campylobacter у сирих продуктах і Listeria у свіжих продуктах або для зменшення кількості бактерій, що псують харчові продукти. У сільськогосподарській практиці фаги використовувалися для боротьби з такими патогенами, як Campylobacter, Escherichia та Salmonella у сільськогосподарських тварин, збудниками Lactococcus та Vibrio в рибній аквакультурі та Erwinia, Xanthomonas та іншими у рослинах сільськогосподарського значення. У медицині фаги використовували проти діарейних захворювань, спричинених кишковою паличкою, шигелою або вібріоном, і проти ранових інфекцій, спричинених факультативними збудниками шкіри, такими як стафілококи та стрептококи. Нещодавно підхід фагової терапії було застосовано до системних і навіть внутрішньоклітинних інфекцій, а до антимікробного арсеналу додано фаги, що не реплікуються, та ізольовані фагові ферменти, такі як лізини.
Певний інтерес на Заході можна простежити з 1994 року, коли Джеймс Сутхілл продемонстрував (на тваринній моделі), що використання фагів може покращити успішність пересадки шкіри шляхом зменшення інфекції палички синьогнійної. Останні дослідження надали додаткову підтримку цих висновків у модельній системі.
Хоча це і не є «фаготерапією» в початковому сенсі, використання фагів як механізмів доставлення традиційних антибіотиків є іншим можливим терапевтичним застосуванням. Використання фагів для доставлення протипухлинних агентів також було описано в попередніх експериментах in vitro для клітин у культурі тканин.
У січні 2016 року фаги були успішно використані в Єльському університеті Бенджаміном Чаном для лікування хронічної інфекції Pseudomonas aeruginosa в офтальмолога Алі Асгара Ходадуста . Це успішне лікування небезпечної для життя інфекції викликало відродження інтересу до фагової терапії в Сполучених Штатах.

## Виноски
1. ↑  Kortright KE, Chan BK, Koff JL, Turner PE (February 2019). Phage Therapy: A Renewed Approach to Combat Antibiotic-Resistant Bacteria. Cell Host & Microbe. 25 (2): 219—232. doi:10.1016/j.chom.2019.01.014. PMID 30763536.
2. ↑  Gordillo Altamirano FL, Barr JJ (April 2019). Phage Therapy in the Postantibiotic Era. Clinical Microbiology Reviews. 32 (2). doi:10.1128/CMR.00066-18. PMC 6431132. PMID 30651225.
3. 1 2  Sulakvelidze A, Alavidze Z, Morris JG (March 2001). Bacteriophage therapy. Antimicrobial Agents and Chemotherapy. 45 (3): 649—659. doi:10.1128/AAC.45.3.649-659.2001. PMC 90351. PMID 11181338.
4. 1 2  Bacteriophage: A solution to our antibiotics problem? How we can us a virus to fight bacterial infection. Science in the News. 1 лютого 2018. Архів оригіналу за 11 листопада 2020. Процитовано 28 січня 2020.
5. ↑  Bacteriophage: A solution to our antibiotics problem? How we can us a virus to fight bacterial infection. Science in the News (амер.). 1 лютого 2018. Процитовано 28 січня 2020.
6. ↑  Жмінько, П.Г.; Федченко, О.В.; Зінов'єва, М.Л. (1 листопада 2024). Бактеріофаги: актуальні питання безпечного застосування (огляд літератури). web.archive.org. Процитовано 11 березня 2025.
7. ↑  Keen, Eric C. (19 липня 2012). Phage Therapy: Concept to Cure. Frontiers in Microbiology (English) . Т. 3. doi:10.3389/fmicb.2012.00238. ISSN 1664-302X. Процитовано 22 жовтня 2024.{{cite news}}:  Обслуговування CS1: Сторінки із непозначеним DOI з безкоштовним доступом (посилання)
8. ↑  Fernández L, Gutiérrez D, García P, Rodríguez A (August 2019). The Perfect Bacteriophage for Therapeutic Applications – A Quick Guide. Antibiotics. 8 (3): 126. doi:10.3390/antibiotics8030126. PMC 6783975. PMID 31443585.
9. ↑  Saha D, Mukherjee R (July 2019). Ameliorating the antimicrobial resistance crisis: phage therapy. IUBMB Life. 71 (7): 781—790. doi:10.1002/iub.2010. PMID 30674079.
10. ↑  Bacteriophage: A solution to our antibiotics problem? How we can us a virus to fight bacterial infection. Science in the News. 1 лютого 2018. Архів оригіналу за 11 листопада 2020. Процитовано 28 січня 2020.
11. ↑  Saha D, Mukherjee R (July 2019). Ameliorating the antimicrobial resistance crisis: phage therapy. IUBMB Life. 71 (7): 781—790. doi:10.1002/iub.2010. PMID 30674079.
12. ↑  Pires DP, Melo LD, Azeredo J (September 2021). Understanding the Complex Phage-Host Interactions in Biofilm Communities. Annual Review of Virology. 8 (1): 73—94. doi:10.1146/annurev-virology-091919-074222. PMID 34186004.
13. ↑  Hyman P (March 2019). Phages for Phage Therapy: Isolation, Characterization, and Host Range Breadth. Pharmaceuticals. 12 (1): 35. doi:10.3390/ph12010035. PMC 6469166. PMID 30862020.
14. ↑  Pai L, Patil S, Liu S, Wen F (2023). A growing battlefield in the war against biofilm-induced antimicrobial resistance: insights from reviews on antibiotic resistance. Front Cell Infect Microbiol. 13: 1327069. doi:10.3389/fcimb.2023.1327069. PMC 10770264. PMID 38188636.
15. ↑  Pires DP, Melo LD, Azeredo J (September 2021). Understanding the Complex Phage-Host Interactions in Biofilm Communities. Annual Review of Virology. 8 (1): 73—94. doi:10.1146/annurev-virology-091919-074222. PMID 34186004.
16. ↑  Gordillo Altamirano FL, Barr JJ (April 2019). Phage Therapy in the Postantibiotic Era. Clinical Microbiology Reviews. 32 (2). doi:10.1128/CMR.00066-18. PMC 6431132. PMID 30651225.
17. ↑  Kortright KE, Chan BK, Koff JL, Turner PE (February 2019). Phage Therapy: A Renewed Approach to Combat Antibiotic-Resistant Bacteria. Cell Host & Microbe. 25 (2): 219—232. doi:10.1016/j.chom.2019.01.014. PMID 30763536.
18. ↑  González-Mora A, Hernández-Pérez J, Iqbal HM, Rito-Palomares M, Benavides J (September 2020). Bacteriophage-Based Vaccines: A Potent Approach for Antigen Delivery. Vaccines. 8 (3): 504. doi:10.3390/vaccines8030504. PMC 7565293. PMID 32899720.
19. ↑  Phage Therapy Unit of the Medical Centre of the Institute of Immunology and Experimental Therapy PAS. Instytut Immunologii i Terapii Doświadczalnej im. Ludwika Hirszfelda Polskiej Akademii Nauk. Архів оригіналу за 23 серпня 2023. Процитовано 2 вересня 2021.
20. ↑  First US clinical trial for intravenous phage therapy gets FDA approval. Biotechniques. 11 січня 2019. Архів оригіналу за 28 вересня 2020. Процитовано 28 січня 2020.
21. ↑  The New Phage Biology: From Genomics to Applications. www.caister.com. Процитовано 18 грудня 2024.
22. ↑  Hérelle, Félix d' (1873-1949).; Schwartz, Maxime (1940-....). Autobiographie de Félix d'Hérelle 1873-1949. ISBN 978-2-86728-015-3. OCLC 1002110122. Процитовано 27 липня 2019.
23. ↑  Dublanchet, Alain; Bourne, Shawna (2007). The Epic of Phage Therapy. Canadian Journal of Infectious Diseases and Medical Microbiology (англ.). Т. 18, № 1. с. 365761. doi:10.1155/2007/365761. ISSN 1918-1493. PMC 2542892. PMID 18923688. Процитовано 15 грудня 2024.{{cite news}}:  Обслуговування CS1: Сторінки з PMC з іншим форматом (посилання) Обслуговування CS1: Сторінки із непозначеним DOI з безкоштовним доступом (посилання)
24. ↑  Chanishvili, Nina (1 січня 2012). Phage therapy--history from Twort and d'Herelle through Soviet experience to current approaches. Advances in virus research. Процитовано 17 грудня 2024.
25. ↑  Bruynoghe, R; Maisin, J (1921). Essais de thérapeutique au moyen du bacteriophage. scholar.google.com (фр.). CR Soc Biol. с. 1120—1. Процитовано 24 грудня 2024.
26. ↑  Wittebole, Xavier; De Roock, Sophie; Opal, Steven M (1 січня 2014). A historical overview of bacteriophage therapy as an alternative to antibiotics for the treatment of bacterial pathogens. doi:10.4161/viru.25991. ISSN 2150-5594. PMC 3916379. PMID 23973944. Процитовано 24 грудня 2024.{{cite news}}:  Обслуговування CS1: Сторінки з PMC з іншим форматом (посилання)
27. ↑  Hérelle, Félix d' (1873-1949).; Schwartz, Maxime (1940-....). Autobiographie de Félix d'Hérelle 1873-1949. ISBN 978-2-86728-015-3. OCLC 1002110122. Процитовано 27 липня 2019.
28. ↑  Прес-служба (24 травня 2021). ДО 135-РІЧЧЯ ДУ «ІНСТИТУТ МІКРОБІОЛОГІЇ ТА ІМУНОЛОГІЇ ІМ.І.І.МЕЧНИКОВА НАМН УКРАЇНИ» | НАМН України (укр.). Процитовано 24 грудня 2024.
29. ↑  Уралов Б. (1946). Очерк истории Украинского института эпидемиологии и микробиологии имени Мечникова. Труды Украинского института эпидемиологии и микробиологии им. Мечникова. Харьков. (рос.). Т. 10.
30. 1 2  Мельник, Мойсей; Хастович, Р. И. (1935). Бактериофаг при дизентерии (рос.). Харків: Государственное медицинское издательство.
31. ↑  Chanishvili, Nina (1 січня 2012). Phage therapy--history from Twort and d'Herelle through Soviet experience to current approaches. Advances in virus research. Процитовано 7 березня 2025.
32. ↑  Мельник, М. І.; Ніхінсон, І. М.; Хастович, Р. І. (1935). Фагопрофілактика дизентерії. Анналы Мечниковского института, Харків. Т. I(1).
33. ↑  Національні архіви Грузії, фонд 289, опис 1, справа 1443. Тбілісі.
34. 1 2  Гамалія, В. М. (2010). Гнат Омелянович Ручко (1883-1937): Трагічна доля вченого. Мікробіологічний журнал. № 72, № 3. с. 66—74. ISSN 1028-0987. Процитовано 7 березня 2025.
35. ↑  giorgi and felix (pt 1) | multispecies. web.archive.org. 26 вересня 2020. Процитовано 16 грудня 2024.
36. ↑  Fruciano, Dottore Emiliano; Bourne, Shawna (2007). Phage as an Antimicrobial Agent: D’herelle’s Heretical Theories and Their Role in the Decline of Phage Prophylaxis in the West. Canadian Journal of Infectious Diseases and Medical Microbiology (англ.). Т. 18, № 1. с. 976850. doi:10.1155/2007/976850. ISSN 1918-1493. PMC 2542891. PMID 18923687. Процитовано 14 грудня 2024.{{cite news}}:  Обслуговування CS1: Сторінки з PMC з іншим форматом (посилання) Обслуговування CS1: Сторінки із непозначеним DOI з безкоштовним доступом (посилання)
37. ↑  Félix d’Hérelle, discoverer of bacteriophages. Institut Pasteur (брит.). 30 квітня 2024. Процитовано 14 грудня 2024.
38. ↑  Institut Pasteur | Archives. webext.pasteur.fr. Процитовано 14 грудня 2024.
39. ↑  Myelnikov, Dmitriy (1 жовтня 2018). An Alternative Cure: The Adoption and Survival of Bacteriophage Therapy in the USSR, 1922–1955. Journal of the History of Medicine and Allied Sciences. Т. 73, № 4. с. 385—411. doi:10.1093/jhmas/jry024. ISSN 0022-5045. PMC 6203130. PMID 30312428. Процитовано 14 грудня 2024.{{cite news}}:  Обслуговування CS1: Сторінки з PMC з іншим форматом (посилання)
40. ↑  Kaplan, A. S.; С, Каплан А. (11 березня 1941). Prevention of bacillary dysentery with bacteriophage in the USSR. Kazan medical journal (рос.). Т. 37, № 2. с. 73—75. doi:10.17816/kazmj57312. ISSN 2587-9359. Процитовано 7 березня 2025.
41. ↑  Karimova, Z. Kh; X, Каримова З. (29 серпня 1938). On the use of a bacteriophage in suppuration processes. Kazan medical journal (рос.). Т. 34, № 8-9. с. 916—924. doi:10.17816/kazmj59205. ISSN 2587-9359. Процитовано 7 березня 2025.
42. ↑  Гамалія, В. М. (2018). Довоєнний період діяльності відділу бактеріозів рослин Інституту мікробіології та епідеміології АН України. Studies in history and philosophy of science and technology. № 26-27. с. 37—43. ISSN 2617-1929. Процитовано 7 березня 2025.
43. ↑  Коваленко, Олексій Григорович; Підгорський, Валентин Степанович (18 листопада 2021). Від бактеріофага до вірусів рослин: Пам’яті відомих українських вірусологів В.Г. Дроботька і С.М. Московця. Вісник Національної академії наук України. № 11. doi:10.15407/visn2021.11.071.
44. 1 2  Мінливість мікробів і бактеріофагія. (PDF), Київ: Видавництво Академії Наук УРСР, 1939, процитовано 7 березня 2025
45. ↑  Гамалія, В. М. (2014). Історія досліджень феномену бактеріографії в Україні (ХХ століття). Вісник Національного технічного університету ХПІ. Серія : Історія науки і техніки (30): 54—60. ISSN 2079-0074.
46. ↑  Ручко, Гнат (1937). Конференція по бактеріофагії і мінливості мікробів. Український мікробіологічний журнал. Т. 4, номер 1. с. 185—188.
47. ↑  Следственное дело № 123 антисоветской право-троцкистской организации на Украине (начато 12 июля 1937 г., окончено 29 сентября 1937 г.). – 85 с. Центральний архів КДБ УРСР №. П-411737, люб'язно надано архівом Служби безпеки України (СБУ).
48. ↑  Hanlon, Geoffrey William (1 серпня 2007). Bacteriophages: an appraisal of their role in the treatment of bacterial infections. International Journal of Antimicrobial Agents. Т. 30, № 2. с. 118—128. doi:10.1016/j.ijantimicag.2007.04.006. ISSN 0924-8579. Процитовано 18 грудня 2024.
49. ↑  Balogh B, Jones JB, Iriarte FB, Momol MT (January 2010). Phage therapy for plant disease control. Current Pharmaceutical Biotechnology. Bentham Science Publishers. 11 (1): 48—57. doi:10.2174/138920110790725302. PMID 20214607.
50. ↑  Wang N, Pierson EA, Setubal JC, Xu J, Levy JG, Zhang Y та ін. (August 2017). The Candidatus Liberibacter-Host Interface: Insights into Pathogenesis Mechanisms and Disease Control. Annual Review of Phytopathology. Annual Reviews. 55 (1): 451—482. doi:10.1146/annurev-phyto-080516-035513. PMID 28637377.
51. ↑  Varani AM, Monteiro-Vitorello CB, Nakaya HI, Van Sluys MA (4 серпня 2013). The role of prophage in plant-pathogenic bacteria. Annual Review of Phytopathology. Annual Reviews. 51 (1): 429—451. doi:10.1146/annurev-phyto-081211-173010. PMID 23725471.
52. ↑  A virus, fished out of a lake, may have saved a man's life – and advanced science. Stat News. 7 грудня 2016. Архів оригіналу за 8 грудня 2016. Процитовано 30 січня 2021.